# Arethaea polingi
Arethaea polingi är en insektsart som beskrevs av Morgan Hebard 1935. Arethaea polingi ingår i släktet Arethaea och familjen vårtbitare. Inga underarter finns listade i Catalogue of Life.